# Agriculture au Ghana

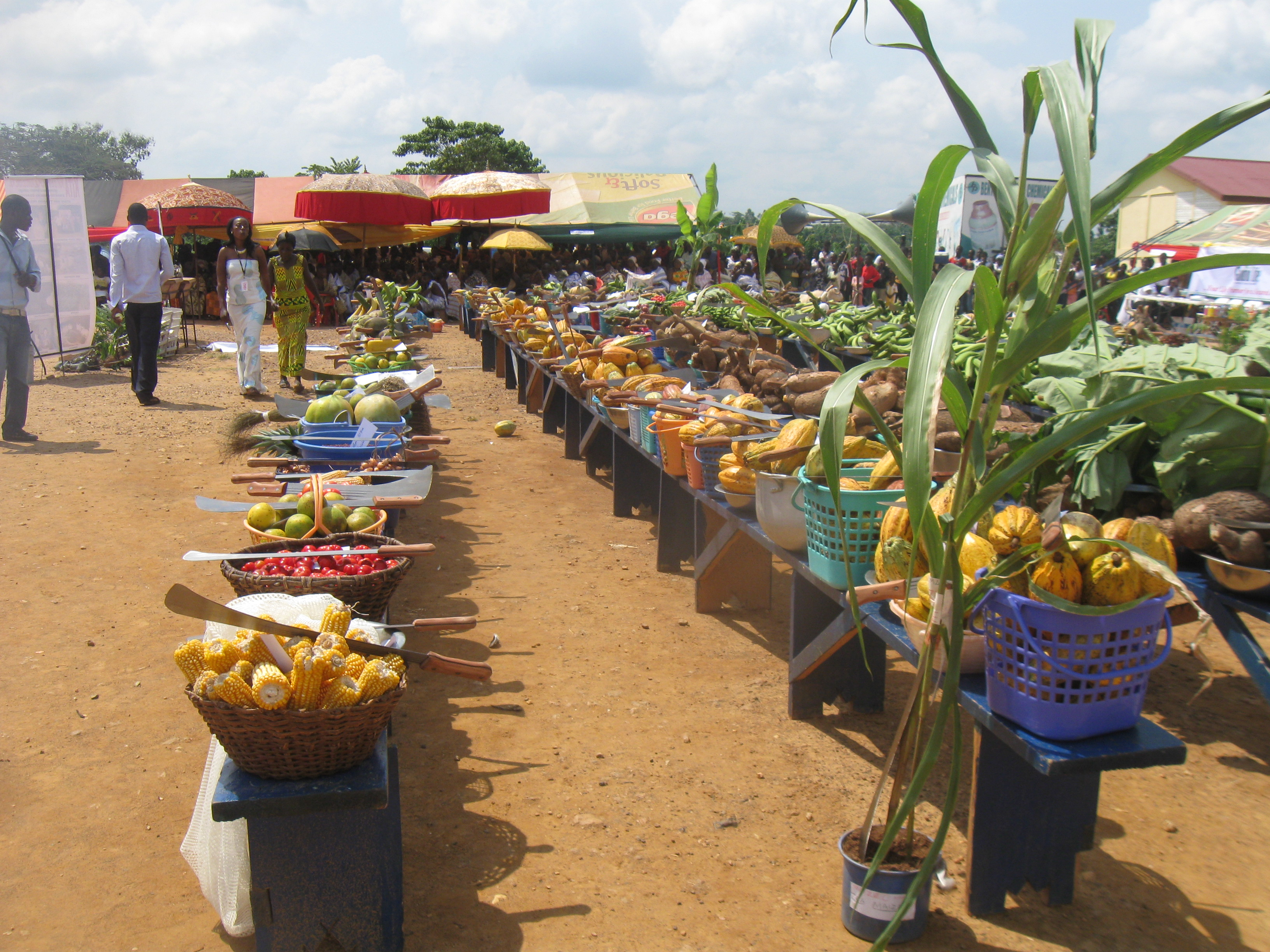
La 26e journée nationale des agriculteurs dans la région d'Ashanti.

L'agriculture au Ghana consiste en une variété de produits agricoles et est un secteur économique développé, qui fournit des emplois sur une base formelle et informelle. Le Ghana produit une grande variété de cultures dans différentes zones climatiques qui vont de la savane sèche à la forêt humide, qui s'étendent d'est en ouest à travers le pays. Les cultures agricoles, notamment les ignames, les céréales, le cacao, les palmiers à huile, les noix de kola et le bois, constituent la base de l'agriculture dans l'économie ghanéenne. En 2013, l'agriculture employait 53,6 % de la main-d'œuvre totale du Ghana,.
Étant donné qu'une grande partie de l'économie dépend de l'agriculture pluviale, on s'attend à ce que le changement climatique au Ghana ait de graves conséquences à la fois sur les cultures de rapport et sur les cultures de subsistance.

## Production
Le Ghana a produit en 2018 :
- 20,8 millions de tonnes de manioc (4e producteur mondial, derrière le Nigeria, la Thaïlande et le Congo) ;

- 7,8 millions de tonnes d'igname (2e producteur mondial, juste derrière le Nigeria) ;
- 4,1 millions de tonnes de banane plantain (2e producteur mondial, derrière le Congo) ;
- 2,6 millions de tonnes d'huile de palme (8e producteur mondial) ;
- 2,3 millions de tonnes de maïs ;
- 1,4 million de tonnes de taro (4e producteur mondial, derrière le Nigeria, la Chine et le Cameroun) ;
- 947 000 tonnes de cacao (2e producteur mondial, derrière la Côte d'Ivoire) ;
- 769 milliers de tonnes de riz ;
- 753 milliers de tonnes d'orange (19e producteur mondial) ;
- 713 mille tonnes d'ananas (11e producteur mondial) ;
- 521 milliers de tonnes d'arachides ;

## Histoire

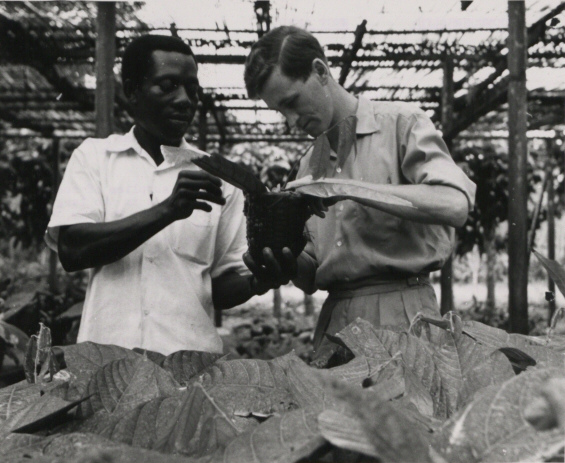
Un botaniste et son assistant examinent un cacaoyer au Ghana en 1957.

Sous la domination coloniale britannique, les agriculteurs ghanéens ont saisi l'occasion de cultiver et d'exporter efficacement le cacao à destination de l'important marché britannique, étant donné qu'ils disposaient d'un approvisionnement alimentaire sûr. La main-d'œuvre nécessaire à la production intensive de cacao dans le sud fertile du Ghana était principalement constituée de travailleurs migrants originaires de la savane du nord du Ghana. Ce développement a été facilité par le système traditionnel ghanéen d'achat communal des terres, qui a donné aux agriculteurs individuels la sécurité de planter un cacaoyer qui prendrait plusieurs années avant d'être prêt à être récolté. Entre autres facteurs, cela a permis au Ghana de passer de zéro en 1891 au premier exportateur mondial de cacao en 1911.
Le premier président du Ghana, Kwame Nkrumah, a tenté d'utiliser la richesse agricole comme tremplin pour le développement économique global du pays, mais la production agricole ghanéenne n'a cessé de chuter à partir des années 1960. À partir de la chute des prix des produits de base à la fin des années 1960, les agriculteurs ont été confrontés à une diminution des incitations à produire ainsi qu'à une détérioration générale des infrastructures et des services nécessaires. Les agriculteurs ont également dû faire face à des coûts de plus en plus élevés, tels que les engrais, en raison de la surévaluation du cedi.
La production alimentaire a également diminué, le taux d'autosuffisance alimentaire passant de 83 % en 1965-66 à 71 % en 1900-80, tandis que les importations de denrées alimentaires ont été multipliées par quatre au cours de la décennie précédant 1982. En 1983, lorsque la sécheresse a frappé la région, les pénuries alimentaires se sont généralisées et la production de cultures d'exportation a atteint un niveau historiquement bas.
Lorsque le gouvernement Rawlings a lancé la première phase du programme de redressement économique (ERP) en 1984, l'agriculture a été identifiée comme le secteur économique susceptible de sauver le Ghana d'une ruine financière. En conséquence, depuis cette époque, le gouvernement a investi des fonds importants dans la réhabilitation de l'agriculture. Le gouvernement a consacré des capitaux à la réparation et à l'amélioration des infrastructures de transport et de distribution desservant les cultures d'exportation. En outre, des projets spécifiques visant à augmenter les rendements de cacao et à développer l'industrie du bois ont été lancés,. Toutefois, à l'exception de programmes de développement spécifiques, le gouvernement s'est efforcé de permettre au marché libre de promouvoir des prix à la production plus élevés et d'accroître l'efficacité.

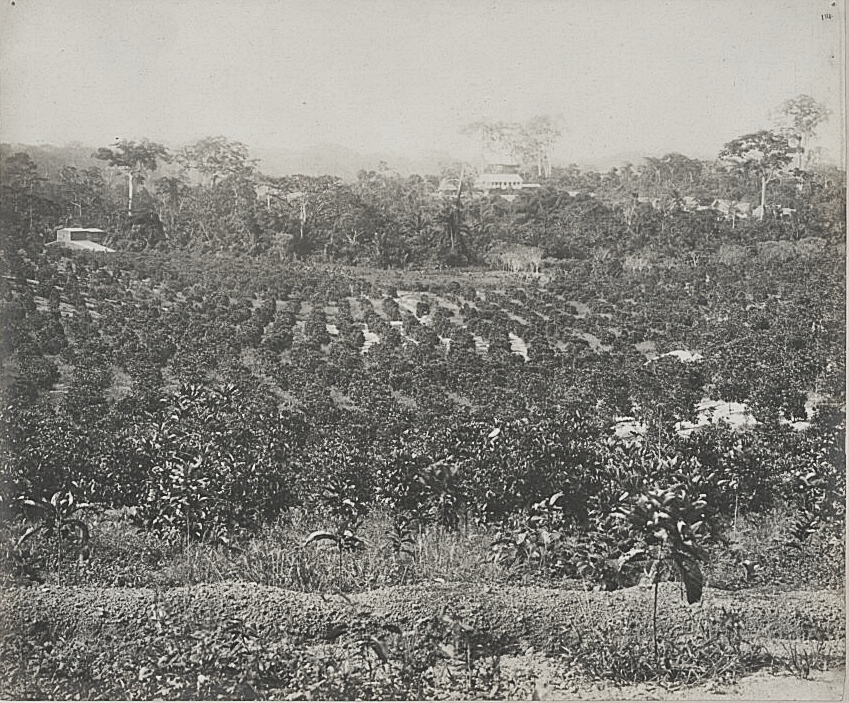
Récolte et agriculture au Ghana au XXe siècle

Bien que le gouvernement ait été critiqué pour avoir mis l'accent sur les exportations plutôt que sur les cultures vivrières dans le cadre de l'ERP, au début des années 1990, le Conseil provisoire de défense nationale a commencé à répondre à la nécessité d'augmenter la production locale de denrées alimentaires. Au début de 1991, le gouvernement a annoncé que l'un des objectifs du Programme de développement agricole à moyen terme 1991-2000 était d'atteindre l'autosuffisance et la sécurité alimentaires d'ici l'an 2000,. À cette fin, le gouvernement a cherché à améliorer les services de conseil aux agriculteurs et la recherche sur les maladies des cultures. Malgré les déclarations concernant l'importance des cultures vivrières, le plan était encore fortement orienté vers la production marchande, l'amélioration de la position de la balance des paiements du Ghana et la fourniture de matériaux pour la production industrielle locale. En outre, le gouvernement prévoyait de s'appuyer davantage sur le secteur privé pour les services nécessaires et de réduire le rôle du secteur public, ce qui constituait un net désavantage pour les producteurs de subsistance. En particulier, les cultures industrielles telles que le cacao, le café et les plants de palmiers à huile ont fait l'objet d'une assistance particulière. Il est clair que les secteurs agricoles qui ne pouvaient pas produire de recettes en devises ont été considérés comme moins prioritaires dans le cadre de l'ERP.
Les habitants du Nord ont tenté de réduire son rôle dans la commercialisation et l'assistance aux agriculteurs de plusieurs manières. En particulier, l'Office de commercialisation du cacao a progressivement renoncé à ses pouvoirs en matière de fixation des prix et de commercialisation. De plus, le gouvernement a créé une nouvelle organisation d'agriculteurs, la Ghana National Association of Farmers and Fishermen, au début de l'année 1991, pour remplacer la Ghana Federation of Agricultural Cooperatives (Fédération ghanéenne des coopératives agricoles). Cette nouvelle organisation devait être financée par les agriculteurs eux-mêmes et fonctionner comme une entreprise coopérative au niveau du district, de la région et du pays. Bien que le gouvernement ait fait valoir qu'il ne voulait pas être accusé de manipuler les agriculteurs, l'absence de soutien financier de la part du gouvernement a une fois de plus désavantagé les producteurs de subsistance.

## Produits agricoles

### Cacao

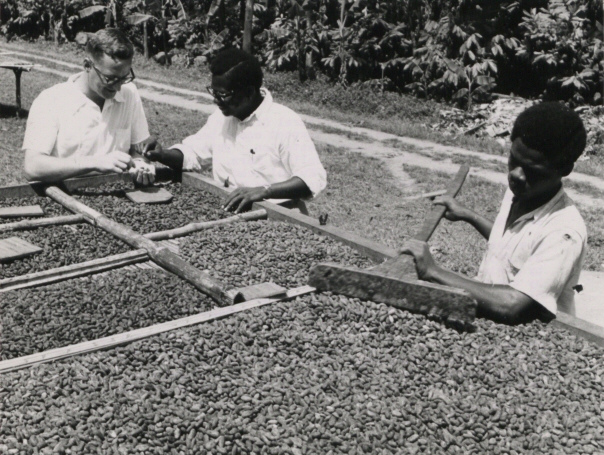
Traitement des fèves de cacao au Ghana au XXe siècle

Depuis plus de 81 ans, l'agriculture ghanéenne est régie par l'un de ses produits d'exportation les plus rentables, le cacao. Le cacao est le principal produit agricole d'exportation du Ghana. La production de cacao a lieu dans les régions forestières du Ghana : Région Ashanti, région Brong-Ahafo, région du centre, région orientale, région occidentale et région Volta. La saison des récoltes commence en octobre, tandis que le cycle de la mi-culture, plus restreint, débute en juillet. Tout le cacao, à l'exception de celui qui sort du pays en contrebande, est vendu à des prix fixes. Bien que la majeure partie de la production de cacao soit assurée par des paysans, un petit nombre d'entre eux semblent dominer le commerce. Le gouvernement contrôle l'industrie par l'intermédiaire du Ghana Cocoa Board (Cocobod). En 2010, les exportations de fèves de cacao du Ghana étaient évaluées à 2 219,5 millions de dollars américains.
En 2017, le Ghana est le deuxième pays exportateur de cacao, derrière la Côte d'Ivoire, avec un revenu de 1 914 dollars par tonne métrique. Le cacao devrait dépasser l'offre moyenne nationale de 97 500 tonnes métriques. Cette augmentation massive entraînera à son tour des problèmes d'offre et de demande pour les petits et grands agriculteurs qui se partagent un prêt syndiqué de 1,3 milliard de dollars déboursé par le gouvernement pour la saison 2017-2018.
Le succès du Ghana dans la production de cacao a beaucoup influencé l'économie et a permis à plus d'un demi-million d'agriculteurs du sud du pays de gagner leur vie. Toutefois, cela ne s'est pas fait du jour au lendemain, mais grâce à des réformes économiques délibérées à l'échelle mondiale.

### Patate douce

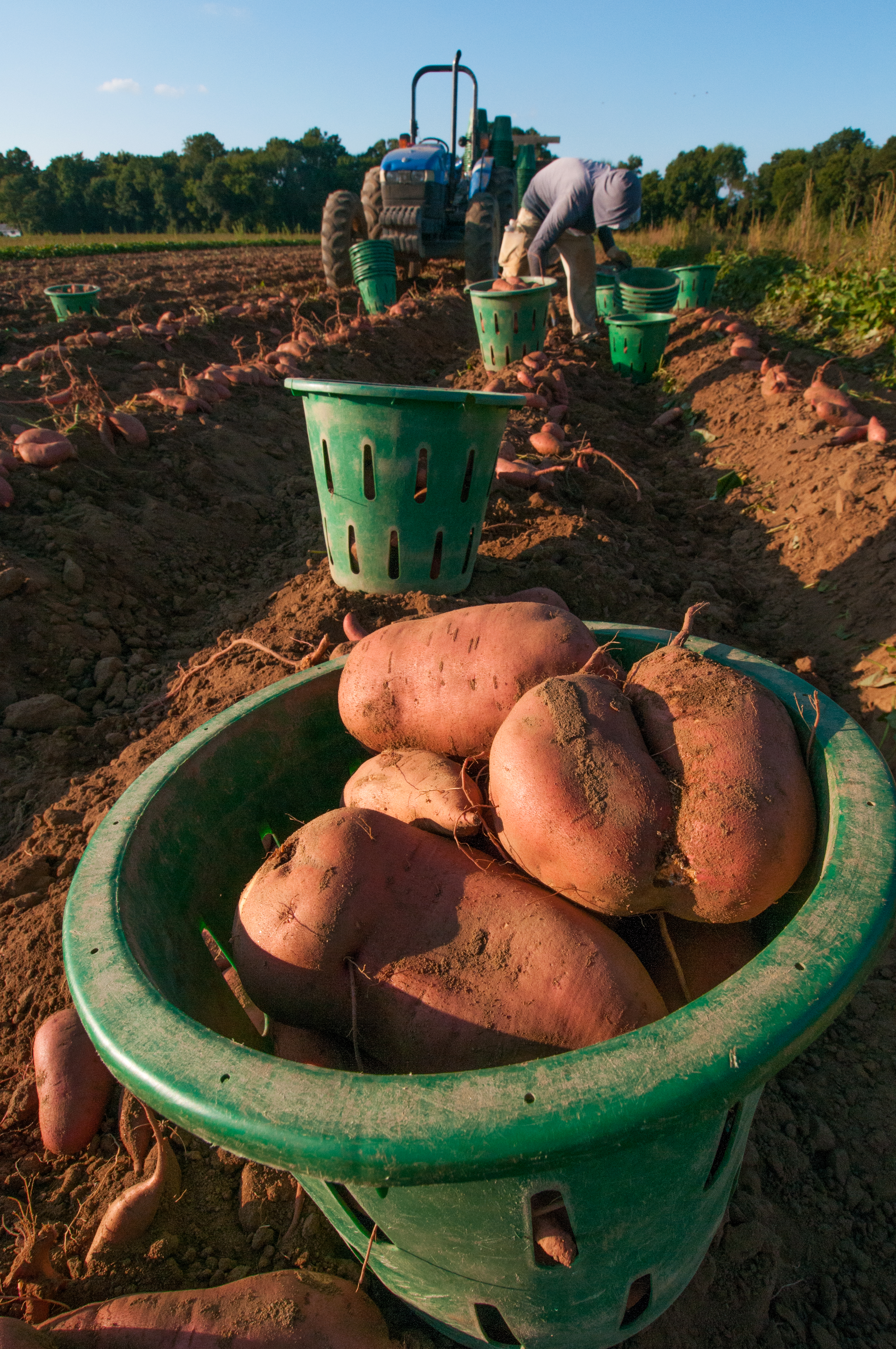
Récolte de patates douces

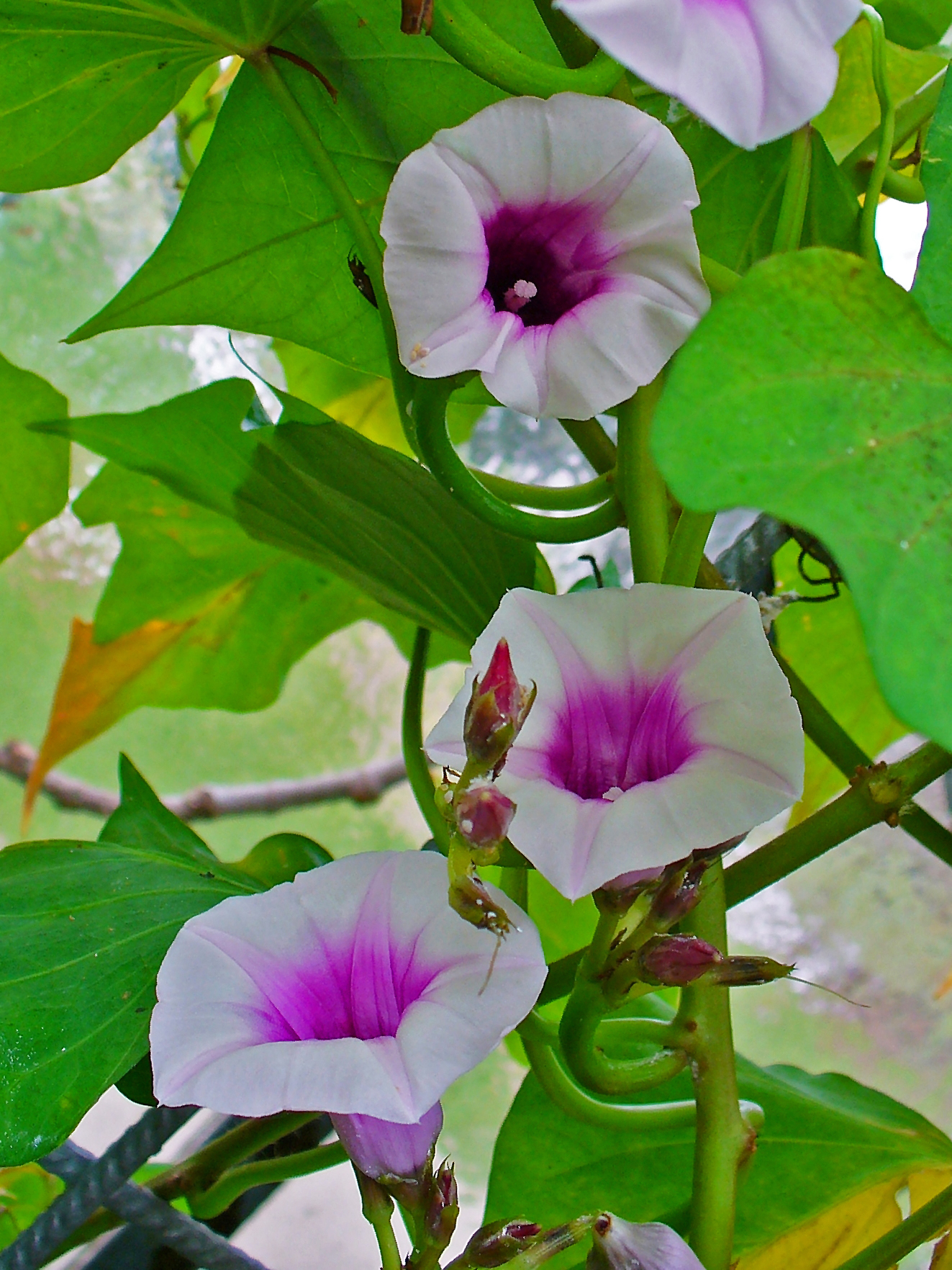
fleurs de patates douces

La patate douce est une ressource viable, car elle peut être utilisée pour de nombreuses choses. Les racines mêmes de la patate douce peuvent être utilisées pour aider les mères à sevrer leurs enfants du lait maternel. Bien que la patate douce soit une bonne source de nourriture pour les humains, elle peut également être utilisée pour l'alimentation du bétail. Le Ghana est considéré comme le leader de la recherche sur les cultures de racines. La patate douce est considérée comme une culture de premier choix. Elle est principalement cultivée dans les régions du nord du Ghana, ainsi qu'au niveau national.
Lorsque la patate douce est mise sur le marché, elle est transformée en farine, en pain et en boissons. Le nord du Ghana n'a pas été en mesure de tirer pleinement parti de cette source alimentaire, dans toutes les régions du pays, parce que certaines terres ne sont pas fertiles et qu'il existe des contraintes socio-économiques complexes, comme le fait que de nombreux propriétaires d'exploitations agricoles ne sont pas en mesure de se regrouper. Cela perturbe le marché. La méfiance règne parmi les agriculteurs locaux, car la plupart d'entre eux ont des opinions différentes sur la manière dont le produit devrait être commercialisé. Cinq groupes de personnes contribuent à la commercialisation de la patate douce : les agriculteurs, les négociants, les commissionnaires, les transformateurs et, enfin, les consommateurs. Ils traitent tous les uns avec les autres sur une base privée et individuelle. Le transport des patates douces est principalement effectué par des sources extérieures, telles que des transporteurs loués.

## Changement climatique et production alimentaire
Le changement climatique affecte la production alimentaire, en particulier dans la savane guinéenne sèche qui s'étend sur les trois régions septentrionales. Les agriculteurs adaptent continuellement leurs pratiques grâce aux informations météorologiques et climatiques.

## Transport

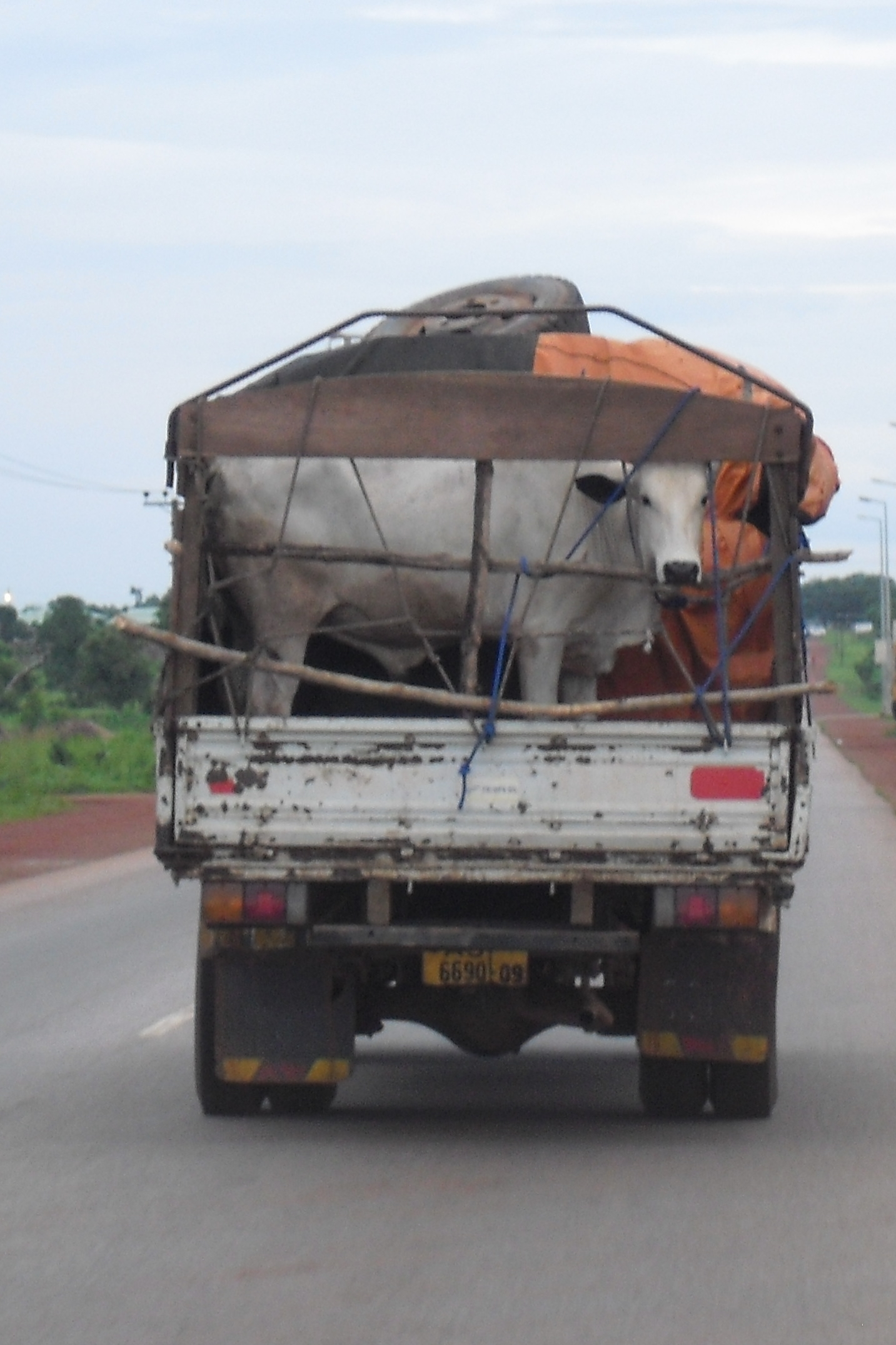
Zébus transportés par la route dans la région du Nord

L'un des défis de l'économie agricole ghanéenne est le manque de transport, qui est fondamental pour la distribution des récoltes et du bétail. Le Ghana a vu sa croissance économique ralentir ces dernières années, en particulier son marché agricole. Le transport aide les agriculteurs à relier leurs produits aux consommateurs locaux. Il permet de relier les communautés rurales au marché et d'accroître la productivité économique. Il permettrait d'étendre le marché à l'ensemble du pays, plutôt qu'aux communautés locales.
En 2009, le Ghana dispose d'un réseau routier de 67 448 km. 41% du réseau routier est considéré comme étant dans un état décent, ce qui constitue un obstacle majeur pour le transport des produits agricoles. Les agriculteurs ghanéens se plaignent du manque de moyens de transport dans le pays. La Banque mondiale a vivement conseillé au Ghana d'améliorer radicalement ses transports afin d'améliorer son agriculture et son économie. Selon David Asare Asiamah (fondateur d'AgroMindest), « la plupart des produits agricoles sont gaspillés dans les zones reculées, car les agriculteurs éprouvent des difficultés à les transporter jusqu'au marché pour les vendre. Les routes n'existent pas et la plupart des régions isolées se retrouvent coupées du reste du pays. Et comme il n'y a pas d'installations de stockage adéquates dans ces régions, une grande partie des produits pourrissent ».